# Кампо-Лугар
Кампо-Лугар (ісп. Campo Lugar) — муніципалітет в Іспанії, у складі автономної спільноти Естремадура, у провінції Касерес. Населення — 1019 осіб (2010).
Муніципалітет розташований на відстані близько 220 км на південний захід від Мадрида, 60 км на південний схід від Касереса.
На території муніципалітету розташовані такі населені пункти: (дані про населення за 2010 рік)
- Кампо-Лугар: 567 осіб
- Пісарро: 452 особи

## Демографія
Динаміка населення (INE ):

## Галерея зображень
- Розташування муніципалітету у провінції Касерес